# Đại sứ quán Việt Nam Cộng hòa tại Hoa Kỳ
Đại sứ quán Việt Nam Cộng hòa tại Hoa Kỳ (tiếng Anh: Embassy of the Republic of Vietnam in the United States of America), thường gọi là Đại sứ quán Nam Việt Nam tại Hoa Kỳ, là cơ quan đại diện ngoại giao do Việt Nam Cộng hòa thành lập tại Washington, D.C. nước Mỹ. Đại sứ quán này đã bị đóng cửa vào ngày 21 tháng 5 cùng năm sau khi Sài Gòn thất thủ vào ngày 30 tháng 4 năm 1975.

## Lịch sử
Tiền thân là Đại sứ quán Quốc gia Việt Nam tại Hoa Kỳ được thành lập vào ngày 19 tháng 6 năm 1952, sau khi Việt Nam Cộng hòa khai sinh vào ngày 26 tháng 10 năm 1955 thì được đổi tên thành Đại sứ quán Việt Nam Cộng hòa tại Hoa Kỳ cho đến khi đóng cửa vào ngày 21 tháng 5 năm 1975.

## Danh sách Đại sứ

### Quốc gia Việt Nam → Việt Nam Cộng hòa (1952–1975)
| Số | Tên gọi          | Bổ nhiệm           | Nhậm chức            | Trình Quốc thư       | Từ chức             | Cấp bậc | Chức vụ                    | Ghi chú | Ghi chú |
| -- | ---------------- | ------------------ | -------------------- | -------------------- | ------------------- | ------- | -------------------------- | --- | ------- |
| 1  | Trần Văn Khá     | 2 tháng 3 năm 1952 | 19 tháng 6 năm 1952  | 1 tháng 7 năm 1952   | Năm 1954            | Đại sứ  | Đại sứ đặc mệnh toàn quyền | Đại sứ đầu tiên của Quốc gia Việt Nam sau khi thiết lập quan hệ ngoại giao với Mỹ.                                                                                      |         |
| 2  | Trần Văn Chương  | Tháng 7 năm 1954   | 11 tháng 8 năm 1954  | 16 tháng 8 năm 1954  | 22 tháng 8 năm 1963 | Đại sứ  | Đại sứ đặc mệnh toàn quyền | Đồng thời, ông cũng từng là đại sứ VNCH tại México và Brasil và công sứ tại Argentina, từ chức ngày 22 tháng 8 năm 1963 sau vụ đột kích chùa Xá Lợi.                    |         |
|    | Phạm Khắc Rậu    |                    | 12 tháng 11 năm 1963 |                      | Năm 1964            | Tham vụ | Đại biện lâm thời          | |         |
| 3  | Trần Thiện Khiêm | Tháng 10 năm 1964  | 23 tháng 11 năm 1964 | 15 tháng 12 năm 1964 | Tháng 12 năm 1965   | Đại sứ  | Đại sứ đặc mệnh toàn quyền | |         |
| 4  | Vũ Văn Thái      |                    | 8 tháng 12 năm 1965  | 16 tháng 12 năm 1965 | Tháng 12 năm 1966   | Đại sứ  | Đại sứ đặc mệnh toàn quyền | Qua đời tại Saint-Tropez, Var, Pháp năm 1994. |         |
| 5  | Bùi Diễm         |                    | 18 tháng 1 năm 1967  | 19 tháng 1 năm 1967  | 12 tháng 6 năm 1972 | Đại sứ  | Đại sứ đặc mệnh toàn quyền | Lưu vong tại Mỹ sau ngày 30 tháng 4 rồi qua đời tại Rockville, Maryland năm 2021.                                                                                       |         |
|    | Nguyễn Hoàn      |                    | 16 tháng 6 năm 1972  |                      | Năm 1972            | Tham vụ | Đại biện lâm thời          | |         |
| 6  | Trần Kim Phượng  |                    | 22 tháng 6 năm 1972  | 21 tháng 7 năm 1972  | 21 tháng 5 năm 1975 | Đại sứ  | Đại sứ đặc mệnh toàn quyền | Kiêm nhiệm chức Đại sứ VNCH tại Canada từ năm 1974, cũng là vị đại sứ cuối cùng, ngày 21 tháng 5, sứ quán đóng cửa. Sau định cư tại Maryland nước Mỹ, qua đời năm 2004. |         |